# Tillandsia turneri
Tillandsia turneri är en gräsväxtart som beskrevs av John Gilbert Baker. Tillandsia turneri ingår i släktet Tillandsia och familjen Bromeliaceae.

## Underarter
Arten delas in i följande underarter:
- T. t. orientalis
- T. t. patens
- T. t. turneri